# Can Balaguer
Can Balaguer és una casa senyorial de Palma situada al carrer de la Unió que constitueix un espai cultural de l'Ajuntament de Palma. Es tracta d'un antic palau barroc del segle xviii construït per la família Gual Sanglada que el segle xx fou propietat del músic Josep Balaguer i Vallès, del qual pren el nom; a la seva mort, cedí la propietat a l'Ajuntament. També és la seu del Cercle de Belles Arts de Palma.
De l'edifici destaca particularment el pati, un dels més grans i espaiosos de Palma, amb quatre columnes centrals que sostenen grans arcs de mig punt rebaixats i que formen nou espais. Les columnes tenen l'escut dels Sanglada al capitell llevat de les cares interiors, que han estat repicats. S'accedeix a la planta noble per una gran escala posterior, del segle xix, il·luminada per una gran cúpula amb lluerna que capta la llum natural. El porxo és tancat, amb petites finestres horitzontals. La façana és llisa i referida, amb balcons moderns que descansen sobre mènsules i entrada per un gran portal de mig punt. Entre la planta noble i la planta baixa hi ha uns balcons producte d'una reforma del segle xix, que actualment estan cegats.

## Història

### Època medieval
A l'edat mitjana, la illeta on se situa Can Balaguer era més petita: la delimitaven el carrer de Sant Jaume, l'actual carrer de la Unió, que llavors era el llit de la Riera, l'actual carrer de Can Serinyà, i un carrer que, del punt on el carrer de Can Serinyà fa un angle, anava fins al carrer de Sant Jaume, posteriorment anomenat carrer de la Marquesa d'Ariany. Aquesta illeta la conformaven quatre propietats: les dues més nobles, amb entrada pel carrer de Sant Jaume; una altra de més modesta, al cap de cantó del carrer de Can Serinyà, i una d'humil, que confrontava amb el llit de la Riera, i que devia ser objecte de les inundacions que sovint hi havia a causa de les torrentades. Cap al segle xv, la família Santjoan comprà aquestes propietats llevat d'una, amb entrada pel carrer de Sant Jaume i més pròxima al Born, coneguda com a Can Puig del Rellotge i enderrocada els anys 50 (actualment C&A).

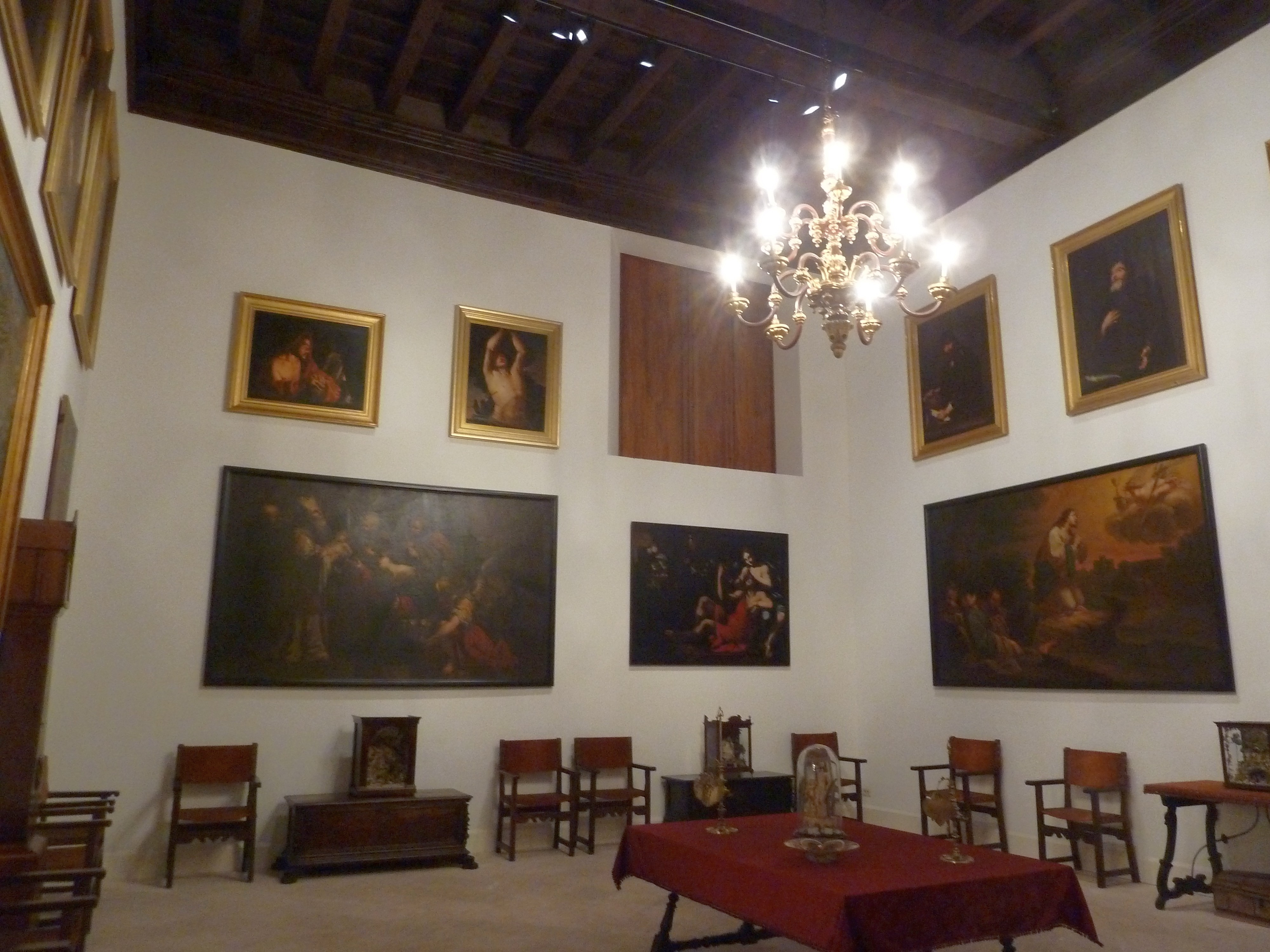
La sala d'entrada, amb decoració més austera

El 1630, aquestes tres propietats agrupades pels Santjoan les comprà Joan Sanglada i Gual, de la casa de Sanglada, que hi establiren la seva residència. Llavors, l'entrada principal era pel carrer de Sant Jaume, mentre que a la part de la Riera hi havia les cotxeres i una zona d'horts o jardins.

### La casa barroca
Mateu Gual Sanglada i Trullols, noble i corsari, aprofità que, gràcies al desviament de la Riera, l'antic llit s'havia convertit en un nou passeig urbà, per construir, a partir de 1699, un nou casal de gust barroc que acolliria la part pública de la casa, i que, unida a les cases velles del carrer de Sant Jaume, que acollirien la part privada de la casa, formarien una gran casa amb dues entrades, una per cada carrer.
A la mort sense descendència masculina de Mateu Gual Sanglada i Trullols el 1730, la casa fou heretada pel segon marquès del Reguer, Josep Amar de Montaner i Sanglada (1733-1775), net de Mateu per la seva mare Beatriu Sanglada i de Puigdorfila, i d'aquesta manera els Amar de Montaner passaren a ser propietaris de la casa. Més tard, per manca de descendència masculina heretà la casa la seva besneta Isabel de Montaner i de Villalonga (1822-1869), casada amb Lluís de San Simón i Orlandis, comte de San Simón. A la mort d'Isabel, el 1872 el seu fill Lluís va tornar a dividir la propietat: es va reservar les cases velles, al carrer de Sant Jaume, que va enderrocar i reconstruir en estil neogòtic segons projecte de Bartomeu Ferrà; i va vendre el casal barroc.

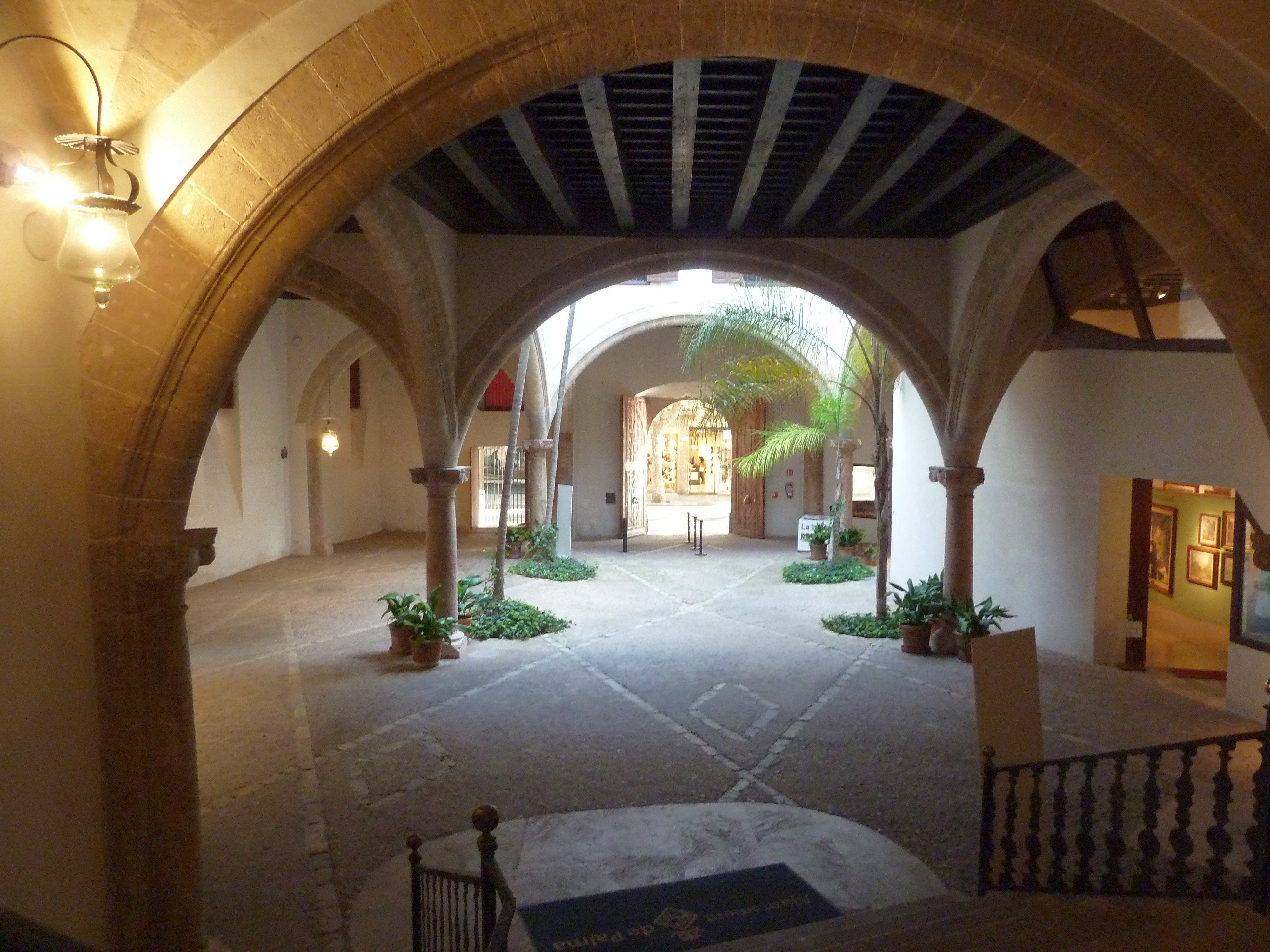
El pati, d'estil barroc

### La casa burgesa
El comprador del casal fou Antoni Blanes, un comerciant artanenc enriquit que dugué a terme una profunda reforma de la casa per adaptar-la al gust burgès. Però part de les reformes del segle xix no foren estètiques, ans estructurals, atès que els fonaments de l'edifici no eren sòlids i les columnes del pati no podien sostenir l'edifici. Per resoldre això, es construïren dos murs que tancaven els laterals del pati, no per guanyar espai edificable ans per ajudar a sostenir l'edifici.
El seu fill Rafel va vendre la casa el 1927 a la família Balaguer, i passà a ser l'habitatge de Josep Balaguer i Vallès, prestigiós músic, empresari i mecenes, gran protector de les arts i entusiasta dels avenços en l'enginyeria i la maquinària. De la seva etapa a la casa destaca la instal·lació d'un orgue elèctric de la casa Walcker, actualment restaurat. A la seva mort i de les seves germanes sense fills, el 1965 l'Ajuntament passà a ser propietari de l'immoble per donació dels germans Balaguer.

### Espai cultural
Després que la propietat de Can Balaguer passàs a l'Ajuntament, l'edifici s'anà degradant fins al punt que fou necessària una reforma integral de l'edifici. Tot i que ja s'havien previst a començament dels anys dos mil, entre l'Ajuntament, propietari de l'edifici, i el Cercle de Belles Arts, que gaudeix de l'usdefruit segons que estipula la donació de Josep Balaguer a l'Ajuntament, hi hagué desavinences, que provocaren que el començament de les obres s'allargàs. Finalment, les dues parts arribaren a un acord el 2009 i el 2010 acabaren les obres de la primera fase de restauració, que consistiren en la consolidació de les parts estructurals de l'immoble. El projecte de restauració i reforma, a càrrec dels despatxos d'arquitectes Flores & Prats i Duch-Pizà, va ser present a les edicions de 2014 i 2016 de la Biennal d'Arquitectura de Venècia i va estar nominat al Premi Mies van der Rohe de 2015. La reobertura tengué lloc el 2017: el mes de març s'inaugurà la sala d'exposicions temporals i el pati, i el mes de desembre l'exposició permanent «La casa possible». El 2022, coincidint amb el festival d'arquitectura Open House, s'inaugurà la sala medieval.

## Usos

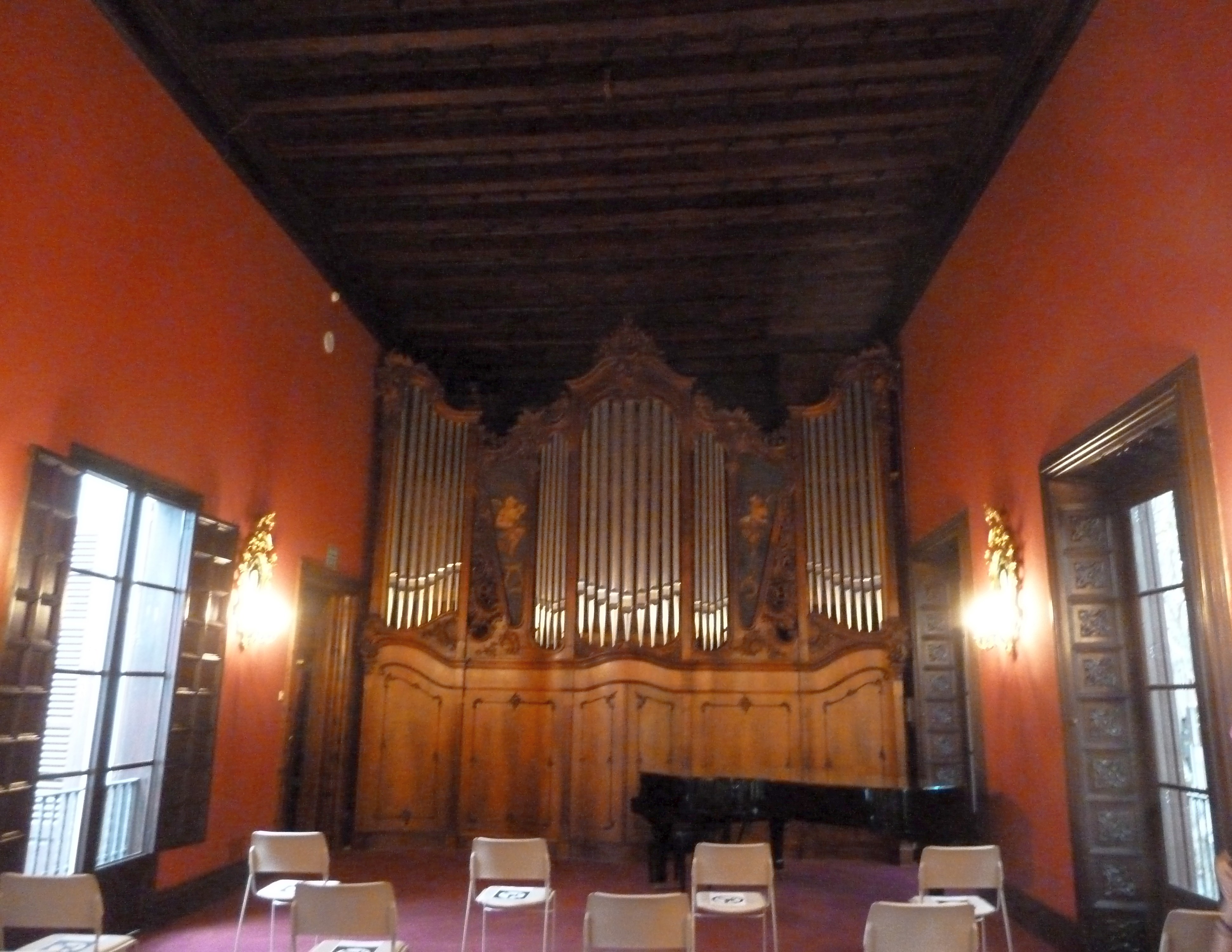
L'orgue de Josep Balaguer

Can Balaguer fou un edifici residencial senyorial fins a la mort de les germanes del músic Josep Balaguer el 1965. A partir de llavors fou un espai cultural propietat de l'Ajuntament de Palma, i principalment seu del Cercle de Belles Arts, segons la voluntat de Balaguer.
Després de la reobertura per rehabilitació el 2017 funciona principalment com a espai cultural. A la planta baixa hi ha la sala d'exposicions temporals. A la planta noble hi ha l'exposició permanent «La casa possible», que recrea els interiors públics de protocol de les cases senyorials mallorquines dins les mateixes sales nobles de la casa, a partir de mobiliari i objectes d'art procedents de fons municipals com el de Can Solleric, del mateix fons Balaguer i de donacions, com ara el fons Domènech-Vázquez. Al porxo se situa la seu del Cercle de Belles Arts, un centre de documentació auxiliar entorn del patrimoni i les oficines del casal. Al terrat es troba la sala d'actes.